# Can Rovira de la Volta
Can Rovira de la Volta és un edifici de Jorba (Anoia) catalogat com a bé protegit del patrimoni arquitectònic del municipi i inclòs en l'Inventari del Patrimoni Arquitectònic de Catalunya (IPAC).
Fou la casa pairal de la família Rovira, també cognomenada en l'actualitat Rovira-Beleta i Rovira de Saralegui, on va néixer l'industrial Ramon Rovira i Casanella, pare de l'industrial i polític Josep Rovira i Bruguera i avi del realitzador cinematogràfic Francesc Rovira i Beleta, documentada a Jorba des de mitjan segle xv, essent l'estirp del llinatge Miquel Rovira. A finals del segle xx, va ser venuda pels seus últims hereus.